# Royal Australian Navy
La Royal Australian Navy (RAN) è la marina militare dell'Australia, nata il 1º marzo 1901 con la denominazione Commonwealth Naval Forces riunificando le forze navali dei sei stati che il 1º gennaio 1901 avevano dato vita alla Federazione Australiana. Il 10 luglio 1911, per volere di Giorgio V assunse la denominazione Royal Australian Navy.
La Marina Australiana ha preso parte a fianco della britannica Royal Navy alla prima e alla seconda guerra mondiale e successivamente è stata anche impegnata nella guerra di Corea, nella Guerra del Vietnam e nella Guerra del Golfo.
Attualmente forze australiane sono coinvolte dal 2001 nel conflitto in Afghanistan e dal 2003 nel conflitto in Iraq.

## Flotta
| Navi commissionate              | Navi commissionate            | Navi commissionate      | Navi commissionate | Navi commissionate | Navi commissionate |
| Immagine                        | Classe / Nome                 | Tipo                    | Numero             | EIS                | Note |
| ------------------------------- | ----------------------------- | ----------------------- | ------------------ | ------------------ | --- |
| HMAS Collins, Collins class     | classe Collins                | Sottomarino             | 6                  | 2000               | Anti-shipping, intelligence collection. Diesel-electric powered. Enlarged versions of Västergötland class. Non Saranno sostituiti da 12 Shortfin Barracuda come inizialmente previsto, ma dagli SSN del programma AUKUS. |
| HMAS Canberra, Canberra class   | classe Canberra               | Landing Helicopter Dock | 2                  | 2014               | Amphibious warfare ships. |
|                                 | Classe Hobart                 | Cacciatorpediniere      | 3                  | 2017               | Cacciatorpediniere anti aereo |
| HMAS Stuart, Anzac class        | classe ANZAC                  | Fregata                 | 8                  | 1996               | Anti-submarine and anti-aircraft frigate with 1 helicopter. Two more were built for the Royal New Zealand Navy. |
| HMAS Newcastle, Adelaide class  | classe Adelaide               | Fregata                 | 3                  | 1985               | General-purpose guided-missile frigate with 2 helicopters. Three more ships have been decommissioned. Based on Oliver Hazard Perry class.                                                                                |
| HMAS Broome, Armidale class     | classe Armidale               | Pattugliatore           | 13                 | 2005               | Coastal defence, maritime border, and fishery protection |
| HMAS Yarra, Huon class          | classe Huon                   | Cacciamine              | 6                  | 1997               | Minehunting. Four active, two laid up. Based on Gaeta class. |
| HMAS Leeuwin, Leeuwin class     | classe Leeuwin                | Nave idrografica        | 2                  | 2000               | Hydrographic survey |
| HMAS Benalla, Paluma class      | classe Paluma                 | Nave idrografica        | 4                  | 1989               | Hydrographic survey |
| HMAS Choules                    | HMAS Choules (classe Bay)     | Landing Ship Dock       | 1                  | 2011               | Heavy sealift and transport. Ex Royal Fleet Auxiliary |
| HMAS Success                    | HMAS Success (classe Durance) | Nave da rifornimento    | 1                  | 1986               | Replenishment at sea and afloat support |
| HMAS Sirius                     | HMAS Sirius                   | Nave da rifornimento    | 1                  | 2006               | Replenishment at sea and afloat support. Modified commercial tanker. |
| Navi non commissionate          |                               |                         |                    |                    | |
| Immagine                        | Classe / Nome                 | Tipo                    | Numero             | EIS                | Note |
| ABFC Cape St George, Cape class | classe Cape                   | Pattugliatore           | 2                  | 2015               | Cape Byron and Cape Nelson were leased from the Australian Border Force to supplement Armidales during classwide remediation maintenance. ADV (Australian Defence Vessel) ship prefix.                                   |
| STS Young Endeavour             | STS Young Endeavour           | Nave d'alto bordo       | 1                  | 1988               | Sail training ship |

Il piano Aukus (dalle sigle di Australia-Regno-U.S.A.) prevede la fornitura di cinque sommergibili nucleari statunitensi dal costo di 3 miliardi di dollari cadauno, a partire dal 2032, e l'acquisizione di una capacità produttiva propria da parte dell'Australia entro il 2040.

## Mezzi aerei
Sezione aggiornata annualmente in base al World Air Force di Flightglobal del corrente anno. Tale dossier non contempla UAV, aerei da trasporto VIP ed eventuali incidenti accorsi durante l'anno della sua pubblicazione. Modifiche giornaliere o mensili che potrebbero portare a discordanze nel tipo di modelli in servizio e nel loro numero rispetto a WAF, vengono apportate in base a siti specializzati, periodici mensili e bimestrali. Tali modifiche vengono apportate onde rendere quanto più aggiornata la tabella.
| Aeromobile                   | Origine        | Tipo               | Versione (denominazione locale) | In servizio (2024) | Note | Immagine |
| Elicotteri                   |                |                    |                                 |                    | |          |
| Sikorsky MH-60 Seahawk       | Stati Uniti    | elicottero ASW     | MH-60R                          | 23                 | 24 MH-60R consegnati. L'8 ottobre 2021, il DoD americano ha autorizzato la vendita di 12 ulteriori MH-60R alla RAN. Un esemplare è stato perso il 14 ottobre 2021. Ordine ufficializzato il 9 maggio 2022 per ulteriori 13 elicotteri da consegnare a partire dal 2025, comprendente anche il rimpiazzo dell'MH-60R perso il 14 ottobre 2021. |          |
| NHIndustries MRH-90 Taipan   | Unione europea | elicottero utility | MRH 90                          | 7                  | 7 consegnati. |          |
| Bell 429 Globalranger        | Stati Uniti    | elicottero utility | Bell 429                        | 3                  | |          |
| Aérospatiale AS 350 Écureuil | Francia        | elicottero utility | AS 350B                         | 6                  | |          |

### Aeromobili ritirati
- Douglas A-4G Skyhawk - 16 esemplari (1967-?)[14]
- Douglas TA-4G Skyhawk - 4 esemplari (1967-?)[14]

## Gradi

### Ufficiali
Il grado di Ammiraglio della flotta (Admiral of the Fleet) può essere conferito solo per motivi onorari e in tempo di guerra; il grado di ammiraglio (Admiral) è riservato al solo capo di stato maggiore della difesa; Il grado di Viceammiraglio (Vice admiral) al vice capo di stato maggiore della difesa, al capo di stato maggiore delle operazioni congiunte (Chief of Joint Operations), al Chief of the Capability Development Executive e al capo di stato maggiore della Marina.
| Codice NATO/australiano | OF-10/O-11              | OF-9/O-10 | OF-8/O-9     | OF-7/O-8     | OF-6/O-7  | OF-5/O-6 | OF-4/O-5  | OF-3/O-4             | OF-2/O-3   | OF-1/O-2       | OF-1/O-1              | OF-D       |
| ----------------------- | ----------------------- | --------- | ------------ | ------------ | --------- | -------- | --------- | -------------------- | ---------- | -------------- | --------------------- | ---------- |
| Distintivo di grado     | distintivo non previsto |           |              |              |           |          |           |                      |            |                |                       |            |
| Grado                   | Admiral of the Fleet    | Admiral   | Vice admiral | Rear admiral | Commodore | Captain  | Commander | Lieutenant commander | Lieutenant | Sub lieutenant | Acting sub lieutenant | Midshipman |
| Abbreviazione           | ADML of the Fleet       | ADML      | VADM         | RADM         | CDRE      | CAPT     | CMDR      | LCDR                 | LEUT       | SBLT           | ASLT                  | MIDN       |

### Sottufficiali, graduati e marinai
Able seaman non è un grado indipendente; è una condizione a cui si viene promossi automaticamente, con aumento di stipendio, dopo 12 mesi di servizio in qualità di Seaman.
| Codice NATO/australiano | OR-9/E-10                   | OR-9/E-9        | OR-8/E-8            | OR-7/E-7                       | OR-6/E-6      | OR-4/E-5       | OR-3/E-4                       | OR-3/E-3    | OR-2/E-2 |
| ----------------------- | --------------------------- | --------------- | ------------------- | ------------------------------ | ------------- | -------------- | ------------------------------ | ----------- | -------- |
| Insegna di grado        |                             |                 |                     | grado equivalente non previsto |               |                | grado equivalente non previsto |             |          |
| Grado                   | Warrant officer of the Navy | Warrant officer | Chief petty officer |                                | Petty officer | Leading seaman |                                | Able seaman | Seaman   |
| Abbreviazione           | WO of the Navy              | WO              | CPO                 |                                | PO            | LS             |                                | AB          | SMN      |